# Seznam hvězd v souhvězdí Kozoroha
Toto je seznam významných hvězd v souhvězdí Kozoroha (Capricornus). Hvězdy jsou seřazeny podle zdánlivé hvězdné velikosti.